# Amtlich anerkannter Sachverständiger oder Prüfer für den Kraftfahrzeugverkehr

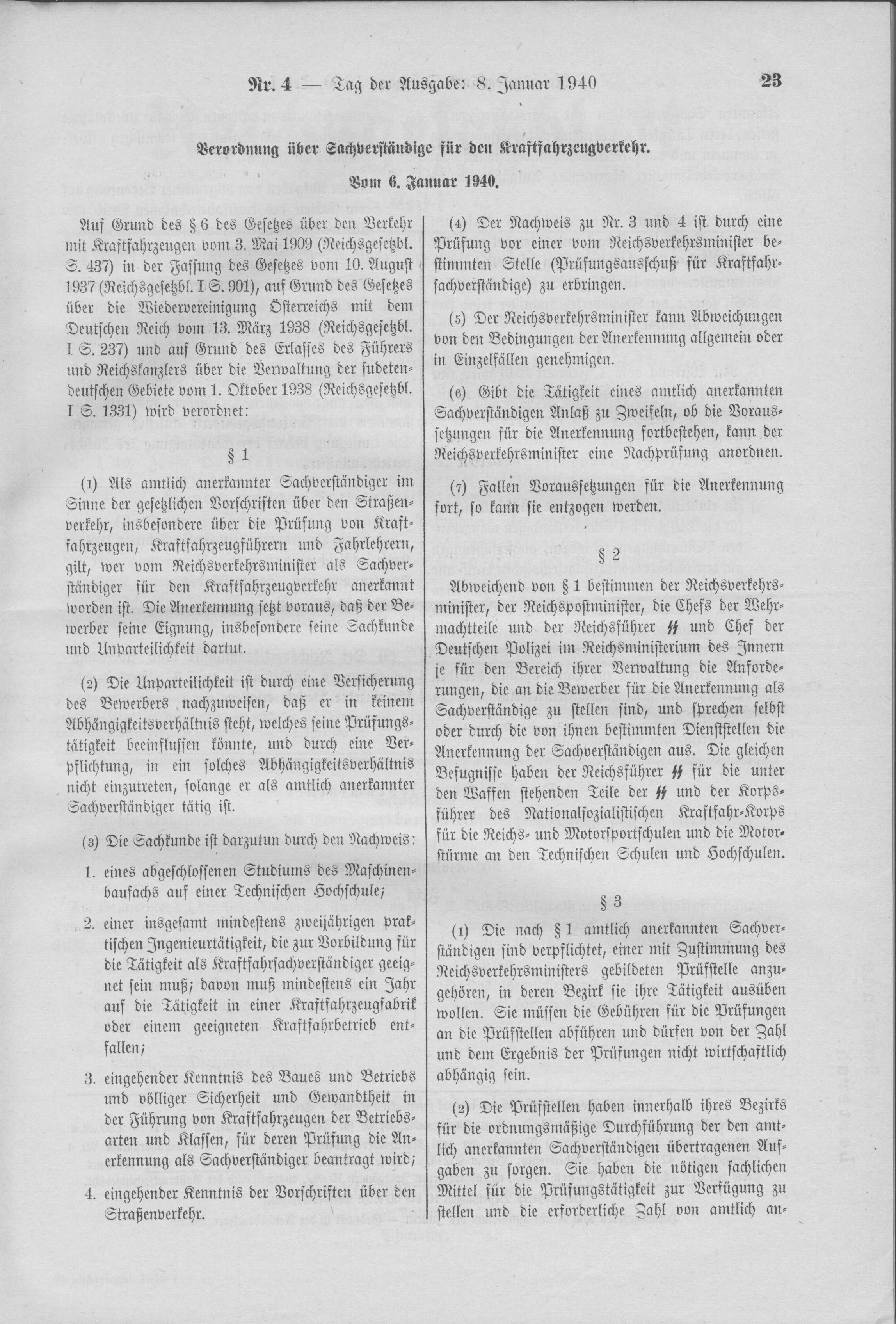
Verordnung über Sachverständige für den Kraftfahrzeugverkehr vom 6. Januar 1940 (Deutsches Reich)

Amtlich anerkannte Sachverständige oder Prüfer für den Kraftfahrzeugverkehr (abgekürzt: aaSoP) sind Personen, die bei einer von der jeweiligen Landesregierung bestimmten Technischen Prüfstelle für den Kraftfahrzeugverkehr (TP)
Untersuchungen, Abnahmen, Prüfungen und Begutachtungen an Fahrzeugen und Fahrzeugteilen;
Befähigungsprüfungen (§ 2 Abs. 2 Satz 1 Nr. 5 StVG – Fahrerlaubnisprüfungen – sowie Fahrproben)
durchführen.
Die Anerkennung der Sachverständigen und Prüfer sind im Kraftfahrsachverständigengesetz (KfSachvG) beschrieben.
Hierbei ist zu beachten, dass die Anerkennung der Überwachungsorganisationen und der dort tätigen Prüfingenieure die Anlage VIIIb zur StVZO regelt.
Der Leiter der Technischen Prüfstelle ist für die ordnungsgemäße Tätigkeit der ihm unterstellten amtlich anerkannten Sachverständigen und Prüfer verantwortlich und berichtet seiner Aufsichtsbehörde des Bundeslandes.

## Voraussetzungen für die amtliche Anerkennung
Man unterteilt die amtlich anerkannten Sachverständigen oder Prüfer in
- amtlich anerkannte Sachverständige (aaS)
- amtlich anerkannte Sachverständige mit Teilbefugnis (aaSmT)
- amtlich anerkannte Prüfer (aaP) und
- amtlich anerkannte Prüfer mit Teilbefugnis (aaPmT).

Neben den Befugnissen unterscheiden sich die verschiedenen Tätigkeiten auch hinsichtlich der Voraussetzungen für die amtliche Anerkennung. Zuständig für die Anerkennung sind die nach Landesrecht bestimmten Anerkennungsbehörden.
Vor der Befugsniserteilung durch die Technischen Prüfstelle ist eine interne Ausbildung abzuschließen.

### Für alle Bewerber
Alle Bewerber, die eine amtliche Anerkennung beantragen, müssen gem. § 2 Abs. 1 KfSachvG folgende Voraussetzungen erfüllen:
- Mindestalter 23 Jahren,
- geistige und körperliche Eignung und nachgewiesene Zuverlässigkeit,[3]
- grundsätzlich Fahrerlaubnis für Kraftfahrzeuge sämtlicher Klassen,
- mindestens 18-monatige Tätigkeit als Ingenieur (aaS, aaSmT, aaP) oder Meister (aaPmT) in einer Technischen Prüfstelle für den Kraftfahrzeugverkehr, einem Kraftfahrzeugbetrieb oder einer Kraftfahrzeugfabrik,
- mindestens sechsmonatige Ausbildung in einer Technischen Prüfstelle für den Kraftfahrzeugverkehr,
- Angehöriger einer Technischen Prüfstelle für den Kraftfahrzeugverkehr (TP) / beim Prüfingenieur: Angehöriger einer Überwachungsorganisation (ÜO),
- in einer Prüfung gemäß § 4 KfSachvG und §§ 5 ff. Verordnung zur Durchführung des Kraftfahrsachverständigengesetzes (KfSachvV)[4] nachgewiesene fachliche Eignung.

### Tätigkeitsspezifische Voraussetzungen
Die Tätigkeit als Sachverständiger oder Prüfer setzt gem. § 2 Abs. 2 KfSachvG außerdem eine akademische Vorbildung im Maschinenbau, Kraftfahrzeugbau oder der Elektrotechnik voraus, die Tätigkeit als Prüfer mit Teilbefugnissen eine praktische Ausbildung als Kfz-Mechanikermeister, Kfz-Elektrikermeister oder als Kraftfahrzeugtechniker.

## Befugnisse
Mit der durch die von der Technischen Prüfstelle übertragenen Befugnis übt der amtlich anerkannte Sachverständige für den Kraftfahrzeugverkehr eine hoheitliche Tätigkeit aus. Begeht der aaSoP bei Ausübung dieser Tätigkeit eine Pflichtverletzung, so haftet nicht seine zuständige TP, sondern die zuständige Aufsichtsbehörde des Bundeslandes, siehe Artikel 34 des Grundgesetzes. „Verletzt jemand in Ausübung eines ihm anvertrauten öffentlichen Amtes die ihm einem Dritten gegenüber obliegende Amtspflicht, so trifft die Verantwortlichkeit grundsätzlich den Staat oder die Körperschaft, in deren Dienst er steht. Bei Vorsatz oder grober Fahrlässigkeit bleibt der Rückgriff vorbehalten.“
Diese Körperschaft – die zuständige Aufsichtsbehörde – erteilt auch dessen amtliche Anerkennung als Sachverständiger in Form eines „Ausweises für amtlich anerkannte Sachverständige und Prüfer…“
Alle aaSoP sind im Zentralen Fahrerlaubnisregister (ZFER) des Kraftfahrt-Bundesamtes (KBA) registriert. Begeht ein Sachverständiger mit seinem Privat-Kfz eine Ordnungswidrigkeit (ab einem Punkt im Fahreignungsregister), wird die zuständige Aufsichtsbehörde informiert, die wiederum den Leiter der Technischen Prüfstelle zur Auswertung mit dem Betroffenen auffordert. Die aaSoP unterliegen einem Qualitätssicherungssystem.
Externe Auditoren des KBA überprüfen Sachverständige und Prüfer mit Befugnissen für die Fahrzeugprüfung.
Auditoren der Bundesanstalt für Straßenwesen (BASt) überprüfen Sachverständige und Prüfer mit Befugnissen für die Fahrerlaubnisprüfung entsprechend § 72 der Fahrerlaubnis-Verordnung
Die aaSoP, die in beiden Bereichen tätig sind, werden von beiden Behörden auditiert.

### Prüfer

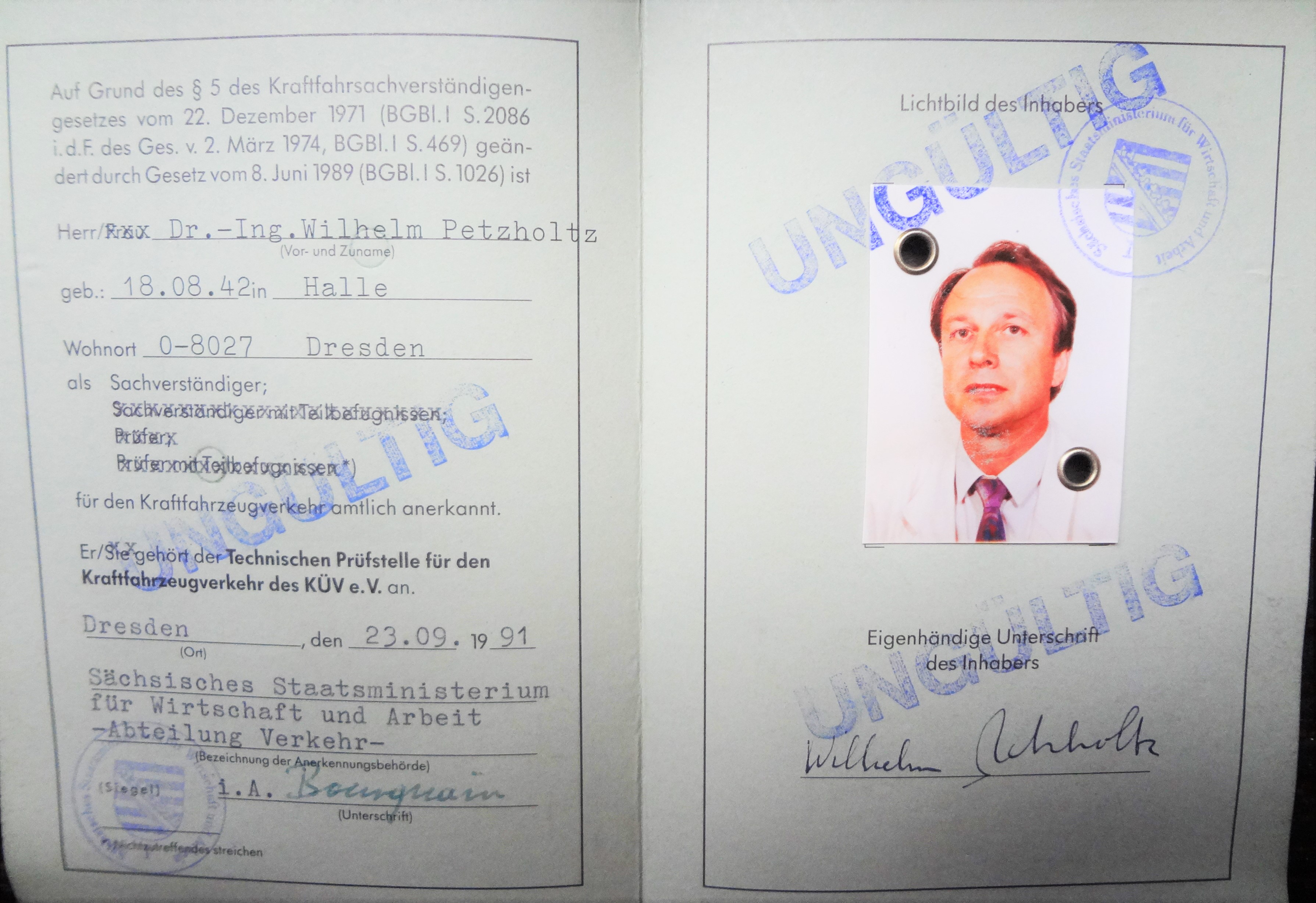
Ausweis für aaS und aaP für den Kraftfahrzeugverkehr. Die TP des KÜV e. V. wurde am 10. April 1992 in TP des DEKRA e. V. umbenannt. Mit Sitz in Dresden ist sie für die neuen Bundesländer und für das Land Berlin zuständig.

Amtlich anerkannte Prüfer mit Teilbefugnis (aaPmT)
- Hauptuntersuchungen nach § 29 StVZO
- Sicherheitsprüfungen nach § 29 StVZO
- Untersuchungen an Fahrzeugen zur gewerblichen Personenbeförderung nach BOKraft
- Untersuchungen an Gefahrguttransportern nach Gefahrgutverordnung Straße
- Außerordentliche Prüfungen nach § 17 StVZO und § 5 FZV

Amtlich anerkannte Prüfer (aaP)

gleiche Befugnisse wie aaPmT, jedoch zusätzlich
- Änderungsabnahmen nach § 19 (3) StVZO
- Gutachten zur Erlangung des Oldtimerstatus nach § 23 StVZO (Oldtimergutachten für H-Kennzeichen)
- Fahrerlaubnisprüfungen nach FeV

### Sachverständige
Amtlich anerkannte Sachverständige mit Teilbefugnis (aaSmT)

gleiche Befugnisse wie aaP, jedoch zusätzlich
- Gutachten zur Erteilung von Einzelbetriebserlaubnissen nach § 21 StVZO für bereits im Verkehr befindliche Fahrzeuge
- Begutachtung von Fahrzeugen nach § 19 (2) StVZO
- Erstausstellung ADR-Zulassungsbescheinigung an Gefahrguttransportern nach Gefahrgutverordnung Straße

Amtlich anerkannte Sachverständige (aaS)

gleiche Befugnisse wie aaSmT, jedoch zusätzlich
- Gutachten zur Erteilung von Allgemeinen Betriebserlaubnissen nach § 20 StVZO für alle Kraftfahrzeuge
- Gutachten zur Erteilung von Einzelbetriebserlaubnissen nach § 21 StVZO für alle Kraftfahrzeuge
- Gutachten zur Erteilung von Einzelbetriebserlaubnissen nach § 13 EG-FGV für alle betreffenden Kraftfahrzeuge
- Gutachten zur Erteilung von Allgemeinen Betriebserlaubnissen nach § 22 StVZO für Fahrzeugteile
- Gutachten zur Erteilung von Einzel- und Allgemeinen Bauartgenehmigungen nach § 22a StVZO für Fahrzeugteile
- Fahrlehrerprüfung

## Technische Prüfstellen für den Kraftfahrzeugverkehr
Eine Technische Prüfstelle (TP) wird von der Stelle unterhalten, die die Landesregierung hiermit beauftragt. Sie legt auch die örtliche Zuständigkeit der TP fest. Für denselben Bereich dürfen nicht mehrere Technische Prüfstellen errichtet und unterhalten werden. Diese beauftragten Stellen als Träger der Technischen Prüfstellen sind die Technischen Überwachungsvereine und DEKRA. Diese vier Organisationen sind zusätzlich bundesweit wie auch GTÜ, KÜS u. a. als amtlich anerkannte Überwachungsorganisation (aaÜO) tätig.
Die Technischen Prüfstellen haben Qualitätssicherungssysteme zu unterhalten und dies der jeweiligen Aufsichtsbehörde nachzuweisen.
Die Entgeltung der aaSoP erfolgt nach der Gebührenordnung für Maßnahmen im Straßenverkehr –GebOSt.
Die Prüfer der Bundeswehr unterliegen eigenständigen Regelungen. Sie sind in der Instandsetzung tätig (Instandsetzungsfeldwebel) und prüfen Fahrzeuge der Bundeswehr (ausgenommen Bw-Fuhrpark-Fahrzeuge). Die Ausbildung ist wegen des militärspezifischen Teils umfangreicher.

## Fortbildung der aaSoP
Die Ausbildung und regelmäßige Fortbildung der aaSoP sichert der Leiter der Technischen Prüfstelle. Die aaSoP dürfen u. a. nur zum Einsatz kommen, wenn sie ihre nach Durchführungsverordnung zum KfSachvG festgelegte Fortbildung von mindestens zwei Tagen in zwei Jahren für die jeweilige Befugnis absolvieren. An den monatlich stattfindenden Fachgesprächen in den TP-Dienststellen haben sie ebenfalls teilzunehmen.

## ArbeitsgemeinschaftTÜV – DEKRA
Die Arbeitsgemeinschaft für den Kraftfahrzeugverkehr TÜV – DEKRA arge tp 21 wird von den Betreibern der TPs TÜV Rheinland, TÜV Süd, TÜV Nord und DEKRA Automobil getragen. Sie wurde 1999 in Dresden gegründet und hat dort auch ihren Sitz.
Durch die TÜV – DEKRA arge tp 21 sollen die Ressourcen der vier Partner gebündelt werden, um die Qualität von Fahrzeug- und Fahrerlaubnisprüfungen zu sichern und zu erhöhen. Ein Schwerpunkt liegt dabei auf der Erarbeitung neuer wissenschaftlicher und technischer Erkenntnisse, die für die Arbeitsfelder der Technischen Prüfstellen von Bedeutung sind.

## Berufsverbände
Es gibt verschiedene Verbände, in denen Kfz-Sachverständige organisiert sind. Deren Mitglieder sind nach marktwirtschaftlichen Grundsätzen tätig.
Amtlich anerkannte Sachverständige oder Prüfer dagegen führen eine behördliche – staatsentlastende – Tätigkeit aus. Demzufolge ist eine Organisation in besonderen Verbänden nicht vorgesehen.